# 어쿠스틱 블랑
어쿠스틱 블랑(Acoustic Blanc)은 대한민국의 어쿠스틱 밴드이다.

## 활동
2014년 싱어송라이터 박기영, 기타리스트 이준호, 베이시스트 박영신이 3인조 밴드 어쿠스틱 블랑을 결성했다.
박기영은 <시작>, <마지막 사랑>, <Blue Sky>, <산책>, <나비>, <그대 때문에>, <아네스의 노래> 등 다수의 히트곡을 발표한 폭발적인 가창력, 섬세한 음정 컨트롤, 깊은 감성을 보여주는 가수이며, 작사, 작곡, 편곡, 프로듀싱까지 직접 하는 실력파 싱어송라이터이다. 이준호는 한국인 최초로 스페인 바르셀로나의 리세오 음악원 플라멩코 기타를 최고 과정까지 우수한 성적으로 마친 기타리스트이고, 루치아노 파바로티, 이병우, 리처드 용재 오닐 등과 협연했으며 2009년 스페인 사라우츠 (Zarautz) 국제 기타 콩쿠르 1위를 차지한 바 있다. 박영신은 박기영과 서울예대 실용음악과 재학시절부터 함께 음악을 해온 베이시스트이며, 대학시절 버클리 음대에서 전액 장학생으로 발탁됐을 정도로 그 실력은 대중음악계에 이미 정평이 나있다. 박기영 외에 김종서, 이적, 조성모, 김연우, 정재일, 테이, 장나라, 어반자카파, 노을 등 셀 수 없이 많은 가수들의 라이브 세션과 녹음에 이름을 올린 실력파 연주자이다.
2014년 4월 싱글 <벨라왈츠 (Bella Waltz)>를 발표하였다. <벨라 왈츠>는 사랑스러운 왈츠 곡으로 박기영의 청아한 음색과 이준호의 기타 연주, 박영신의 베이스 선율이 몽환적인 분위기를 자아낸다.
2014년 7월 포크, 재즈, 왈츠, 월드 뮤직 등 다양한 음악이 담긴 미니앨범 《어쿠스틱 블랑 Part.1》을 발표하였다. 타이틀곡 <톡톡톡>은 외로움, 상처, 슬픔, 우울, 불안 등 현대인들은 고독한 감정을 어루만지는 곡이다.

## 구성원
- 박기영 - 보컬
- 이준호 - 기타
- 박영신 - 베이스

## 음반

### 미니 앨범
- 《Acoustic Blanc Part.1》 (2014년)

### 싱글
- 《벨라왈츠 (Bella Waltz)》 (2014년)